# Holiday Rap
«Holiday Rap» — рэп-композиция, записанная в 1986 году голландским дуэтом MC Miker G & DJ Sven.
Дебютный сингл дуэта был выпущен в большинстве европейских стран в 1986 году и добился успеха, возглавив чарты Нидерландов, Бельгии, Франции, Италии, Швейцарии и Западной Германии и заняв первое место в чарте European Hot 100 Singles. В Северной Америке сингл не попал в хит-парады США, но достиг девятой строчки в Канаде. Во Франции сингл был продан в количестве 496 тысяч копий и занял 591 строчку в списке «самых продаваемых синглов за всё время» по версии сайта InfoDisc. Помимо этого сингл был сертифицирован как «серебряный», а также стал первым в этой стране рэп-хитом номер один.

## Слова и музыка
Музыкальный ряд песни заимствован из сингла Мадонны «Holiday» (1983). У диджея Мартина ван дер Шагта (англ. Martin van der Schagt) была домашняя студия, где он записал демо-версию «Holiday Rap», используя оригинальные звуковые петли «Holiday» Мадонны. Не имея возможности для коммерческого релиза, продюсер Бен Либранд выяснил, какие инструменты были использованы в оригинале и перезаписал музыку с нуля, а не семплировал оригинал, с другими текстами и новыми мелодиями. В текстах оба рэп-исполнителя рассказывают о своих летних каникулах, проведённых в разных городах, таких как Лондон и Нью-Йорк. В песне также есть интерполяция припева из песни Клиффа Ричарда «Summer Holiday». Видеоклип на песню «Holiday Rap» был назван журналом MuchMusic худшим клипом 1986 года.
В июле 1987 года после успеха композиции советский диск-жокей Сергей Минаев использовал её музыкальную основу для своей песни под названием «Рэп диск-жокея», вошедшую в альбом «Радио «Абракадабра»». В августе 1987 года съёмочной группой музыкальной телепередачи «Утренняя почта» был снят видеоклип на песню и показан в эфире спустя пару месяцев.

## Списки композиций
| №  | Название                   | Длительность |
| -- | -------------------------- | ------------ |
| 1. | «Holiday Rap» (extended)   | 6:22         |
| 2. | «Holiday Rap» (a cappella) | 6:10         |
| 3. | «Whimsical Touch»          | 5:01         |
| 4. | «Holiday Rap» (radio edit) | 4:27         |

| №  | Название          | Длительность |
| -- | ----------------- | ------------ |
| 1. | «Holiday Rap»     | 4:25         |
| 2. | «Whimsical Touch» | 5:00         |

| №  | Название                             | Длительность |
| -- | ------------------------------------ | ------------ |
| 1. | «Holiday Rap»                        | 6:20         |
| 2. | «Holiday Rap» (accapella)            | 6:09         |
| 3. | «Holiday Rap» (hip hop instrumental) | 6:20         |
| 4. | «Whimsical Touch»                    | 5:00         |

## Чарты
| Чарт (1986—1987)                | Высшая позиция |
| ------------------------------- | -------------- |
| (Australian Music Report)       | 11             |
| Австрия (Ö3 Austria Top 40)     | 2              |
| Бельгия/Фландрия (Ultratop 50)  | 1              |
| Канада (RPM Top Singles)        | 9              |
| (IFPI)                          | 3              |
| Europe (Eurochart Hot 100)      | 1              |
| (Suomen virallinen lista)       | 3              |
| Франция (SNEP)                  | 1              |
| (Musica e dischi)               | 1              |
| Нидерланды (Dutch Top 40)       | 1              |
| Нидерланды (Single Top 100)     | 1              |
| Норвегия (VG-lista)             | 3              |
| Spain (AFYVE)                   | 2              |
| Швеция (Sverigetopplistan)      | 7              |
| Швейцария (Schweizer Hitparade) | 1              |
| Великобритания (OCC UK Singles) | 6              |
| ФРГ (GfK)                       | 1              |

| Chart (1991)                | Peak position |
| --------------------------- | ------------- |
| Нидерланды (Single Top 100) | 62            |

| Чарт (1986)                           | Позиция |
| ------------------------------------- | ------- |
| (Ö3 Austria Top 40)                   | 29      |
| (Ultratop)                            | 32      |
| Europe (European Hot 100 Singles)     | 17      |
| (Dutch Top 40)                        | 14      |
| (Single Top 100)                      | 11      |
| (Schweizer Hitparade)                 | 27      |
| West Germany (Official German Charts) | 5       |

| Чарт (1987)              | Позиция |
| ------------------------ | ------- |
| Australian Music Report) | 88      |
| Canada Top Singles (RPM) | 69      |

## Сертификации
| Страна  | Сертификация | Дата | Сертифицированных продаж | Физических продаж |
| ------- | ------------ | ---- | ------------------------ | ----------------- |
| Франция | серебряный   | 1986 | 200,000                  | 496,000           |